# Anolis crassulus
Anolis crassulus (прикрашений аноліс) — вид ігуаноподібних ящірок родини анолісових (Dactyloidae). Мешкає в Мексиці і Центральній Америці.

## Поширення і екологія
Прикрашені аноліси мешкають на півдні Мексики (Чіапас), в Гватемалі, Сальвадорі і Гондурасі. Вони живуть в гірських хмарних лісах та у перехідній зоні між хмарними лісами та сосновими і дубово-сосновими лісами, на висоті від 1200 до 3200 м над рівнем моря. Ведуть напівдеревний спосіб життя.

## Збереження
МСОП класифікує цей вид як такий, що перебуває під загрозою зникнення. Anolis crassulus загрожує знищення природного середовища.